# جو استلی
جو استلی (انگلیسی: Joe Astley; ۱ ژانویهٔ ۱۸۹۹ – ۱ ژانویهٔ ۱۹۶۷) بازیکن فوتبال اهل بریتانیا بود.
از باشگاه‌هایی که در آن بازی کرده‌است می‌توان به باشگاه فوتبال منچستر یونایتد اشاره کرد.